# Personlig lärmiljö
PLM, personlig lärmiljö (eng. personal learning environment eller PLE), är ett begrepp inom e-lärande och flexibelt lärande. PLM är ett system som hjälper studerande att ta kontrollen över och sköta sitt eget lärande. 
Man bygger en PLM på nätet med hjälp av öppna nätverktyg (som sociala medier och webb 2.0-verktyg av olika slag). En personlig lärmiljö kan ses som ett komplement till eller en ersättning för lärplattformar. En PLM kan ses som en personlig nod som är ihopkopplad med andra människors personliga noder. Användaren är i centrum och har genom sin PLM tillgång till såväl information som kommunikation med andra.